# Moroni (Utah)

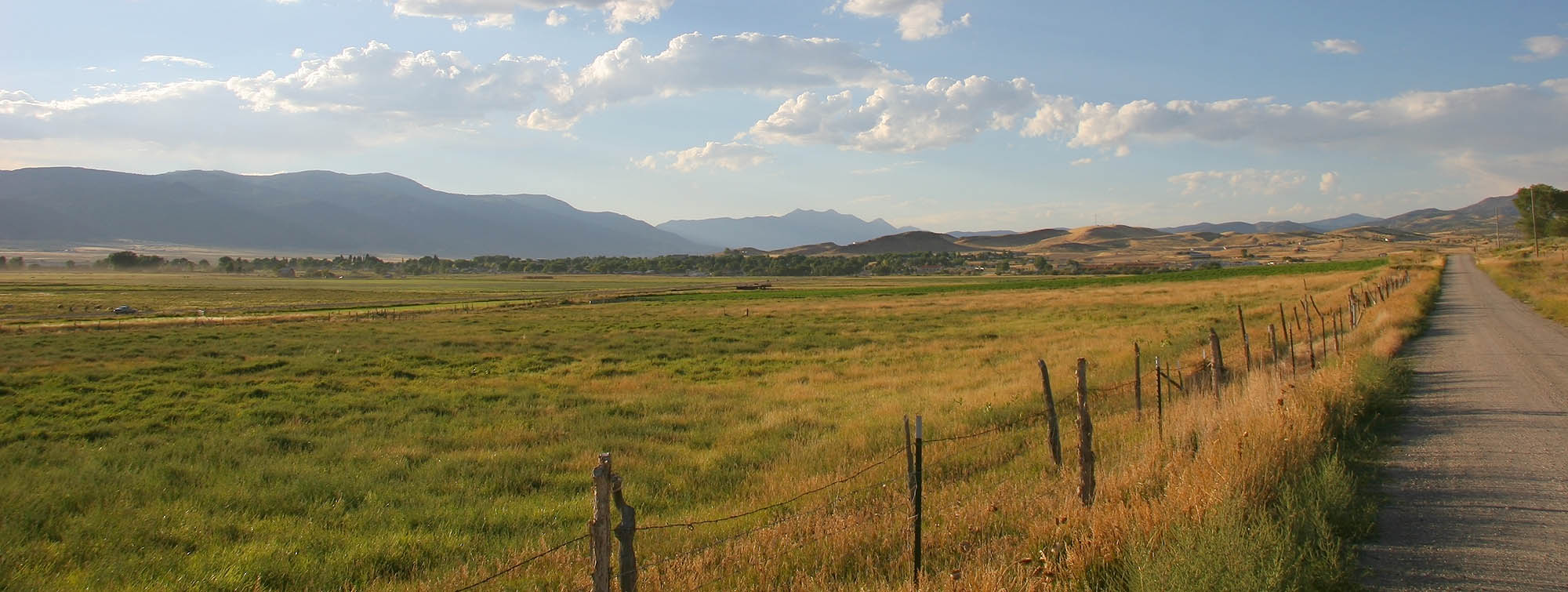
Vista panorámica desde el sureste de Moroni, Utah.

Moroni es una ciudad del condado de Sanpete, estado de Utah, Estados Unidos. Según el censo de 2000 la población era de 1.280 habitantes.

## Geografía
Moroni se encuentra en las coordenadas 39°31′41″N 111°34′59″O / 39.52806, -111.58306.
Según la oficina del censo de Estados Unidos, la ciudad tiene una superficie total de 2,8 km². No tiene superficie cubierta de agua.